# Funció de Crenel
En matemàtiques, la funció de crenel (o funció merlet) és una funció discontínua periòdica P (x) definida com a 1 per a x pertanyent a un interval donat, i 0 per fora de la mateix. Es pot presentar com a diferència entre dues funcions esglaó de Heaviside d'amplitud 1. Es fa servir en cristal·lografia per explicar les irregularitats en l'ocupació de llocs atòmics per àtoms donats en sòlids, com ara estructures de domini periòdic, on algunes regions estan enriquides amb àtoms i altres estan buides.
Matemàticament
{\displaystyle P(x)={\begin{cases}1,&x\in [-\Delta /2,\Delta /2],\\0,&x\notin [-\Delta /2,\Delta /2],\end{cases}}}
Els coeficients de la seva sèrie de Fourier són:
{\displaystyle P_{k}(\Delta ,x)={\frac {\exp(2\pi i\,kx)\sin(\pi k\Delta )}{\pi k}}=\Delta \cdot \mathrm {sinc} (\pi k\Delta )\cdot \mathrm {e} ^{2\pi i\,kx}.}
amb la funció sinc.